# 1979年ガルーダ・インドネシア航空F28墜落事故
1979年ガルーダ・インドネシア航空F28墜落事故（1979ねんガルーダ・インドネシアこうくうF28ついらくじこ）は、1979年7月11日に発生した航空事故である。スルタン・ムハンマド・バダルディン2世国際空港からポロニア国際空港へ向かっていたガルーダ・インドネシア航空のフォッカー F28-1000がインドネシアのシバヤク山に墜落し、乗員乗客61人全員が死亡した。

## 事故機
事故機のフォッカー F28-1000（PK-GVE）は製造番号11055として製造され、1972年7月19日に初飛行した。総飛行時間は14,154時間、総飛行サイクルは14,084回であった。

## 事故の経緯
事故機はスルタン・ムハンマド・バダルディン2世国際空港からポロニア国際空港へと向かうインドネシア国内線として運航されていた。
同機は現地時間17時33分にスルタン・ムハンマド・バダルディン2世国際空港を離陸し、19時05分にポロニア国際空港に到着する予定であった。また、同機はポロニア国際空港の滑走路05への進入を管制に許可されていた。管制官は同機に高度2,500フィート（760m）の無指向性無線標識（NDB）「ON」を通過した時にそのことを報告するよう求めた。その際、事故機のパイロットはNDBが信頼できないため高度9,300フィート（2,800m）を維持していると返答した。それに対し、進入管制官は同機にNDBを通過するまでその高度を維持するよう指示した。パイロットが同機は高度6,000フィート（1,800m）を飛行していると報告した後、同機は標高7,200フィート（2,200m）のシバヤク山の5,560フィート（1,690m）の地点に衝突し、乗員乗客61人全員が死亡した。